# Szegedi Csillagvizsgáló
A Szegedi Csillagvizsgáló a Szegedi Tudományegyetemhez tartozó obszervatórium, amely Újszegeden helyezkedik el. Kettős céllal hozták létre 1992-ben. Részben tudományos kutatási célokra, illetve azért, hogy bemutató csillagvizsgálóként Szegeden és vonzáskörzetében népszerűsítse a csillagászatot.

## Története
Az Uránia bemutató csillagvizsgáló volt az első csillagvizsgáló a városban. Az 1970-es években az egyetem tulajdonában került, így korlátozták a látogathatóságot.
Felmerült, hogy a József Attila Tudományegyetem (JATE) egy, a kor tudományos igényeinek kiválóan megfelelő, 40 cm-es távcsőhöz jut az odesszai partnerintézményétől, legfőképpen azért, hogy elindulhassanak a szegedi csillagászati kutatások. A távcső hírére már 1982-ben Szegedre költözött az egyetem első asztrofizikusa, Dr. Szatmáry Károly. 
1985 során a Cassegrain-rendszerű, ajándékba kapott távcső meg is érkezett és a Bajai Obszervatóriumban helyezték el, mivel akkor még Szegeden egy saját obszervatórium felépítésének pénzügyi akadályai voltak.

Dr. Szatmáry Károly megnyitja a Szegedi Csillagvizsgálót 1992 július 6-án.

1990 nyarán fél millió forintból a JATE megalapította a Szegedi Csillagvizsgáló Alapítványt. Az alapítvány gyűjtésbe kezd, magánszemélyek, vállalatok és az egyetem adományainak köszönhetően egy évvel később 2,5 millió forintból megkezdődött az építkezés. A megnyitóra 1992. július 6-án került sor. 
1994-ben megalakult a Magyar Csillagászati Egyesület Szegedi Helyi Csoportja (MCSE-SZHCS) 
1994 óta A JATE és a Csillagvizsgáló Alapítvány között megállapodás áll fenn. Az alapítvány 1999 és 2014 között közhasznú szervezetnek minősült. 2017 óta ismét közhasznú szervezet.
2022-ben, a csillagvizsgáló létrejöttében jelentős szerepet játszó 40cm-es távcső szerepe komoly fordulatot vett: hosszú tudományos pályafutása 2022 tavaszán véget ért, helyét a kupolában átvette a Bajáról érkező 50cm Cassegrain távcső. Szerencsére ez nem jelentette a távcső pályafutásának végét, hanem egy új korszak kezdete volt számára: átalakítások után egy igen tekintélyes Dobson típusú távcső lett belőle. Elnevezésére közönségszavazást írtak ki, ennek eredményeként a duci rajzfilmfigura után a Gombóc Artúr nevet kapta.
A csillagvizsgáló eszközparkja időközben kiegészült naptávcsövekkel, kisebb méretű, Newton-rendszerű távcsövekkel és továbbra is folyamatosan bővül. Nemcsak távcsövekbe nézhetnek be a látogatók, hanem speciális mikroszkópokkal a csillagvizsgáló meteoritgyűjteményének darabjait is megcsodálhatják. Különlegességnek számít a csillagvizsgáló kupolájára telepített All-Sky (égbolt) kamerája, mely a teljes felette levő égboltot mutatja, percenként frissülő képekkel és meteorológiai adatokkal (kiválóan alkalmas arra, hogy utólag visszanézzük az égi jelenséget például a sarki fényt az áthúzó meteorokat, tűzgömböket, vagy az ISS-t).  
Nemrégiben kezdte meg működését a "Meteorfogó" (szakszerű nevén: Szegedi rádiómeteoros rendszer). Működése azon alapul, hogy a nagy sebességgel beérkező meteorok által ionizált légkör a fémfelületekhez hasonlóan visszaveri a rádióhullámokat, például egy állandóan működő földi radarállomás jeleit. A földfelszín egy távolabbi helyére (ahova már direkt módon nem érkeznek be) csak akkor jutnak el ezek a rádióhullámok, ha az ionizált részről visszaverődnek és csak annyi ideig, míg az létezik. A visszavert rádiójel erőssége a beérkezett meteor méretére utal. Ez a rendszer éjjel-nappal és felhős időben is képes érzékelni a Föld légkörébe érkező meteorokat. 
A csillagvizsgáló péntek esténként megnyitja kapuját a közönségnek, hogy továbbra is népszerűsítse a csillagászatot, az űrkutatást, asztrofizikát és azért is, hogy a lézeres csillagképtúrákkal személyes ismerősünké tegye az égboltot.

## Fekvése, megközelítése
A terület közlekedési eszközzel jól megközelíthető. A 70-es busszal a Kertész utcán található Hatházak megállótól 400 méterre található az épület.
Az Egyetemi Füvészkert révén biztosítottak területet az obszervatóriumnak. Az épület alsó része 35 fős, légkondícionált, korszerűen berendezett előadóterem, ami kiváló lehetőséget biztosít űrutazással és csillagászattal kapcsolatos előadások tartására. Az épültet felső szintjéhez lépcső visz. Ott található a főműszer (jelenleg 50cm-es távcső) felette két, oldalra széttolható tetővel (kupola).    2022-ben a kupola egy szélvihar következtében megsérült. Sajnos már nem lehetett megjavítani, helyette (a Szegedi Tudományegyetem kuratóriumának anyagi támogatásával) egy teljesen új tetőt készíttettek. Pár hónapos ponyvás takarás után, június elején az épület új, motorokkal széttolható, viharálló tetőt kapott.

## Szegedi Csillagvizsgáló az online világban
A csillagvizsgáló, a korszellemnek megfelelően YouTube csatornával is rendelkezik. Rendszeres adásaiban a csillagászat és űrkutatás legfrissebb híreit ismerteti és magyarázza a csillagvizsgáló két hivatásos csillagásza, Dr. Barna Barnabás és Dr. Czavalinga Donát. A csillagvizsgálóval kapcsolatos legfrissebb hírek továbbítása céljából jelen van a közösségi médiában is.  

## Csillagászati képzés az SZTE-n
A Szegedi Tudományegyetem Természettudományi Karán, Dr. Szatmáry Károly erőfeszítéseinek köszönhetően, az 1999/2000-es tanévben vezették be a csillagász kutató szakot. A képzés 10 féléves (5 éves) volt, egy évfolyamon belül 25 hallgatóval indulhatott a képzés. Az első 4 év során fizika szakos tárgyakat is el kell sajátítani.
A 2005/2006-os tanévtől kezdve a csillagászat szakirány a fizika alapszakon belül választható. Ezt követően lehet választható a 2 éves csillagász mesterszak és a diploma megszerzése. A legszorgalmasabbak pedig bekerülnek a Fizika Doktori Iskola asztrofizikai képzésébe, 3 éves PhD-képzés keretén belül.

## Képek
|  |  |  |
|  |  |  |
|  |  |  |